# Pons V d'Empúries
Pons V d’Empúries ou Pons-Hugues IV d’Empúries (v 1264-1313), comte d'Empúries (1277-1313) et vicomte de Bas (1285-1291).

## Biographie
Fils de Hugues V d’Empúries et de Sibila de Palau, il hérite du comté d'Empúries à la mort de son père en 1277. Sa mère, veuve, vend la vicomté de Bas au comte-roi Pierre III d'Aragon en 1280. Pons V participe, en 1282, aux batailles des Vêpres siciliennes au côté du roi que le récompense en lui redonnant la vicomté en 1285, ainsi que les droits sur Fernando et Castellfollit de Riubregós. Il est amiral de la flotte de Jacques II d'Aragon comme roi de Sicile, et il l'accompagne à son retour en Catalogne en 1291. Il cède la vicomté de Bas à son frère Hughes à condition de restituer à ses descendants légitimes. En échange, il acquiert les seigneuries de Castellfollit, Montros et Montagut.
Pons V d’Empúries chasse, avec les armes, les fonctionnaires envoyés par le roi d'Aragon. Pons V d’Empúries est l’objet de la colère de Jacques II d'Aragon lorsqu’il refuse d’agir contre les templiers, qui à leur tour avaient été détruits par le roi Philippe IV de France (le Bel), avec le consentement du pape, grâce à des accusations d’hérésie et de sodomie. Le procès contre l’ordre du Temple est le premier de cette nature dans l’Europe chrétienne.. Ruiné en 1306, Pons V d’Empúries doit s'incliner.
Il épouse en 1281 la marquise de Cabrera, en unissant la seigneurie de Cabrera au comté d'Empúries. Ils ont trois fils :
- Hugo d'Empúries, nommé héritier mais assassiné en 1309;
- Pons VI d'Empúries (v 1290-1322), comte d'Empúries[1];
- Blancaflor d'Empúries (-1313).